# Liste der Wappen in der Provinz Latina
Die Liste der Wappen in der Provinz Latina beinhaltet alle in der Wikipedia gelisteten Wappen der Orte in der Provinz Latina in der Region Latium in Italien. In dieser Liste werden die Wappen mit dem Gemeindelink angezeigt. 

## Wappen der Provinz Latina

Provinz Latina
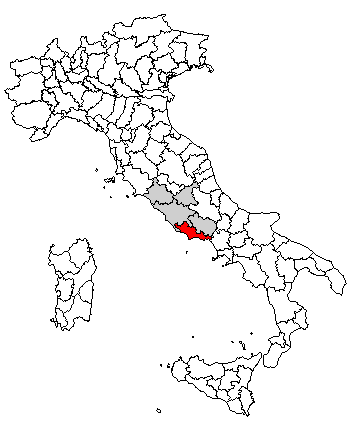
Lage der Provinz in Italien

## Wappen der Gemeinden der Provinz Latina

Aprilia Auf blauem Schild fünf Schwalben im Flug.
Bassiano Auf blauem Schild der Ortsheilige der Heilige Erasmus von Antiochia in Bischofsgewand mit Bischofsstab.
Campodimele
Castelforte
Cisterna di Latina
Cori
Fondi
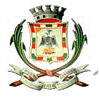
Formia
Gaeta Das Wappen der Stadt ist ein viergeteilter Schild mit abwechselnd silbernen und roten Feldern. Das Wappen geht auf die aus Gaeta stammende Familie Caetani zurück.
Itri
Latina
Lenola
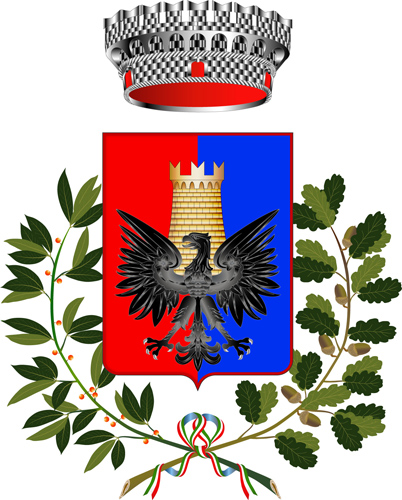
Maenza
Minturno
Monte San Biagio
Norma Das Wappen stellt eine nackte Priesterin, sowie eine Hand, die ein Winkelmaß hält, dar. Das Sternbild Winkelmaß wird lateinisch mit norma bezeichnet.[1]
Pontinia
Ponza
Priverno Das Wappen zeigt einen Adler mit zwei Pfeilen in den Fängen, mit blauem Schild vor der Brust. Darauf ein Baum in natürlichen Farben auf grünem Grund. Davor ein goldener Löwe, der mit einer Pranke einen menschlichen Kopf hält.[2]
Prossedi
Rocca Massima
Roccagorga
Roccasecca dei Volsci
Sabaudia
San Felice Circeo
Santi Cosma e Damiano
Sermoneta Auf einem in blau und gelb geteiltem Schild ein silberner Adler. Die Farben blau und gelb, sowie der Adler leiten sich vom Familienwappen der lange den Ort beherrschenden Caetani ab.[3]
Sezze
Sonnino
Sperlonga
Spigno Saturnia
Terracina
Ventotene